# Yang Yang (S)
Yang Yang (S) (Changchun, 14 september 1977) is een Chinese voormalige shorttrackster. Ze won vijf olympische medailles, vier zilveren en een bronzen.

## Carrière
Op het shorttrack op de Olympische Winterspelen 1994 deed Yang Yang (S) mee, maar won geen medailles. Vier jaar later in Nagano won ze op alle drie de afstanden (500 meter, 1000 meter en 3000 meter relay) een zilveren medaille. Bij het shorttrack op de Olympische Winterspelen 2002 won Yang (S) brons op de 1000 meter en zilver met de Chinese aflossingsploeg.
Op de individuele wereldkampioenschappen werd ze in 1999 tweede en in 2000 derde. Drie keer won Yang een eindklassement voor de wereldbeker shorttrack, in 1998/1999 de 1000 meter en in de seizoenen 1999/2000 en 2001/2002 de 500 meter.

## Naam
De (S) achter haar naam is bedoeld om het verschil aan te geven met een ander (ex-)lid van het Chinese shorttrackteam: Yang Yang (A). Yang Yang (S) was jonger, waardoor zij het achtervoegsel (S, "small") kreeg. De "S" zou ook kunnen staan voor haar geboortemaand september.